# 1837 en littérature
| Années de la littérature : 1834 - 1835 - 1836 - 1837 - 1838 - 1839 - 1840    |
| Décennies de la littérature : 1800 - 1810 - 1820 - 1830 - 1840 - 1850 - 1860 |

Cet article présente les faits marquants de l'année 1837 en littérature.

## Événements
- Au début du mois de janvier, Arthur de Gobineau est invité par Mme de Serre à dîner « avec le célèbre Ballanche ». La comtesse de Serre (1794-1875), veuve de l'ancien ministre de Louis XVIII, Hercule de Serre (1776-1824), sera la plus utile protectrice du jeune Gobineau.
- 29 janvier : l'écrivain russe Alexandre Pouchkine est tué en duel. Le poète russe Mikhaïl Lermontov écrit sa Mort d'un Poète en cette occasion.
- 6 février : Honoré de Balzac se rend à Milan où il devient l'amant de Clara Maffei.
- 17 février : Victor Hugo promet à Juliette Drouet d'écrire chaque année un texte d'amour dans un cahier titré : Livre de l'Anniversaire.
- 20 février : le malheureux Eugène Hugo meurt à Charenton. Le titre de vicomte échoit désormais à Victor Hugo
- 24 février : Auguste Vacquerie adresse à Victor Hugo des vers sur la mort de son oncle Eugène.
- 27 février : le poème Dieu est toujours là de Hugo, qui appartient à la section 5 des Voix intérieures, et qui s'intitule pour lors La Charité, est édité en plaquette et mis en vente au bénéfice des pauvres du 10e arrondissement de Paris.
- 10 mars : Honoré de Balzac arrive à Venise et il s'installe à l'hôtel Danieli, dans la suite que George Sand a occupée trois ans plus tôt avec Alfred de Musset.
- 18 mai : fin du procès Buloz-Balzac à propos du Lys dans la vallée.
- 7 juin : La Presse s'étonne qu'à l'occasion du mariage princier ne figurent dans les promotions de la Légion d'honneur ni Dumas, ni Balzac, ni Victor Hugo.
- 8 juin : Victor Hugo s'excuse de ne pouvoir assister aux fêtes de Versailles données à l'occasion du mariage du duc d'Orléans.
- 9 juin : le duc d'Orléans écrit à Victor Hugo pour s'excuser de l'oubli et lui assurer qu'il sera réparé.
- 3 juillet : Victor Hugo est fait officier de la Légion d'honneur (et Alexandre Dumas, chevalier).
- 10 août - 14 septembre : voyage annuel de Victor Hugo avec Juliette Drouet. Creil, Breteuil, Amiens, Picquigny, Abbeville, Doullens, Arras, Douai, Valenciennes, Mons, Bruxelles, Louvain, Malines, Lierre, Turnhout, Anvers, Gand, Audenarde, Tournai, Courtrai, Menin, Ypres, Bruges, Ostende, Furnes, Dunkerque, Calais, Boulogne, Étaples, Montreuil, Bernay-en-Ponthieu, Abbeville, Rambures, Gamaches, Eu, Abbeville, Mers, Ault, Cayeux, Saint-Valery-sur-Somme, Le Havre, Elbeuf, Rouen, Pont-de-l'Arche… La famille Hugo, elle, séjourne à Auteuil.
- 19 septembre : Honoré de Balzac achète la maison des Jardies à Sèvres.
- 30 septembre : la famille Hugo quitte Auteuil.
- 12 octobre : Victor Hugo décide d'intenter un procès à la Comédie-Française pour non-observation de contrat.
- 15 octobre : Victor Hugo s'en va seul, en pèlerinage, aux Roches. Il rentre le lendemain.
- 28 octobre : refusant des accommodements, Victor Hugo décide de faire son procès à la Comédie-Française, qui n'a pas tenu ses engagements touchant les reprises d’Angelo, de Marion Delorme et d’Hernani.
- Octobre : rupture entre Sainte-Beuve et Adèle Hugo.
- 20 novembre : Victor Hugo prononce lui-même sa plaidoirie. Le jugement lui donne raison.
- Novembre :
  - dans La Revue française, Guizot publie un compte rendu très critique de De la démocratie en Amérique intitulé « De la démocratie dans les sociétés modernes ».
  - Arthur de Gobineau fréquente assidûment le salon de Mme de Serre. Il y rencontre le général Coletti, ambassadeur de Grèce, et le baron d'Eckstein. Il collabore à une encyclopédie. Il n'a aucun signe de vie de sa mère : « Qu'elle fasse ce qu'elle voudra ! Je dis à qui veut l'entendre que je suis brouillé avec elle. »
- 5 décembre : procès en appel par la Comédie-Française, devant la Cour royale de Paris.
- 12 décembre : l'arrêt du tribunal de commerce est confirmé dans le procès en appel Hugo-Comédie-Française.

### Presse
- 23 juin et 22 août : Tocqueville publie ses premiers grands articles, les « Lettres sur l'Algérie » dans La Presse de Seine-et-Oise.
- 1er juillet : L'Écho de la Jeune France publie un article de critique artistique de Gobineau sur « La Françoise de Rimini de Mlle de Fauveau ». Félicie de Fauveau (1803-1860), sculptrice, est une royaliste fervente. Elle a participé à l'équipée de la duchesse de Berry en 1832 et vit en exil à Florence.
- Fondation de la revue « De Gids » aux Pays-Bas par le poète romantique Potgieter et l’historien Bakhuizen van den Brink.
- La Romania, journal publié à Bucarest.

## Essais
- L'historien britannique Thomas Carlyle publie l'Histoire de la Révolution française.
- Le Livre du peuple de Lamennais.
- Publication en slovaque de Slovanské starozitnosti (Antiquités slaves), œuvre capitale de Safarik.

## Poésie
- 26 juin : Renduel met en librairie les Voix intérieures de Victor Hugo.
- 1er juillet : La Mode publie un passage du poème de Gobineau Dilfîza, fragment révélateur où on voit qu'il ne distingue pas le rêve de la réalité;

## Romans
- 8 juillet : Les Mémoires du Diable de Frédéric Soulié, chez Dupont.
- Apologie d’un fou de Tchaadaïev.
- Chroniques italiennes de Stendhal paraissent dans la Revue des deux Mondes.
- Honoré de Balzac réunit ses œuvres dans un ensemble, La Comédie humaine, sous le titre provisoire d'Études sociales. Il publie Illusions perdues, César Birotteau, Gambara et La Vieille Fille.
- Inès de Las Sierras de Charles Nodier.
- Mauprat de George Sand, roman d'éducation rousseauiste et historique dont le récit se passe dans le Berry à l'aube de la Révolution française.
- La dernière Aldini de George Sand.
- La Vénus d'Ille, nouvelle de Mérimée, met en scène un antiquaire, témoignage du développement de l'intérêt pour l'archéologie.
- Honoré de Balzac fait paraître chez Gosselin et Werdet l'intégralité des Cent Contes Drolatiques, contes subversifs d’inspiration rabelaisienne.

## Nouvelles
- Le Dieu inconnu de George Sand.

## Théâtre
- Un caprice, pièce de Musset.
- Ouverture du premier théâtre hongrois permanent à Pest.

## Principaux décès
- 29 janvier : L'écrivain russe Alexandre Pouchkine est tué en duel. Le poète russe Mikhaïl Lermontov écrit sa Mort d'un Poète en cette occasion.
- 13 février : Suicide de l’auteur dramatique romantique espagnol Mariano José de Larra (° 1809).
- 19 février : Georg Büchner, écrivain et dramaturge allemand. (° 17 octobre 1813).